# Reichenstraße 2 (Quedlinburg)

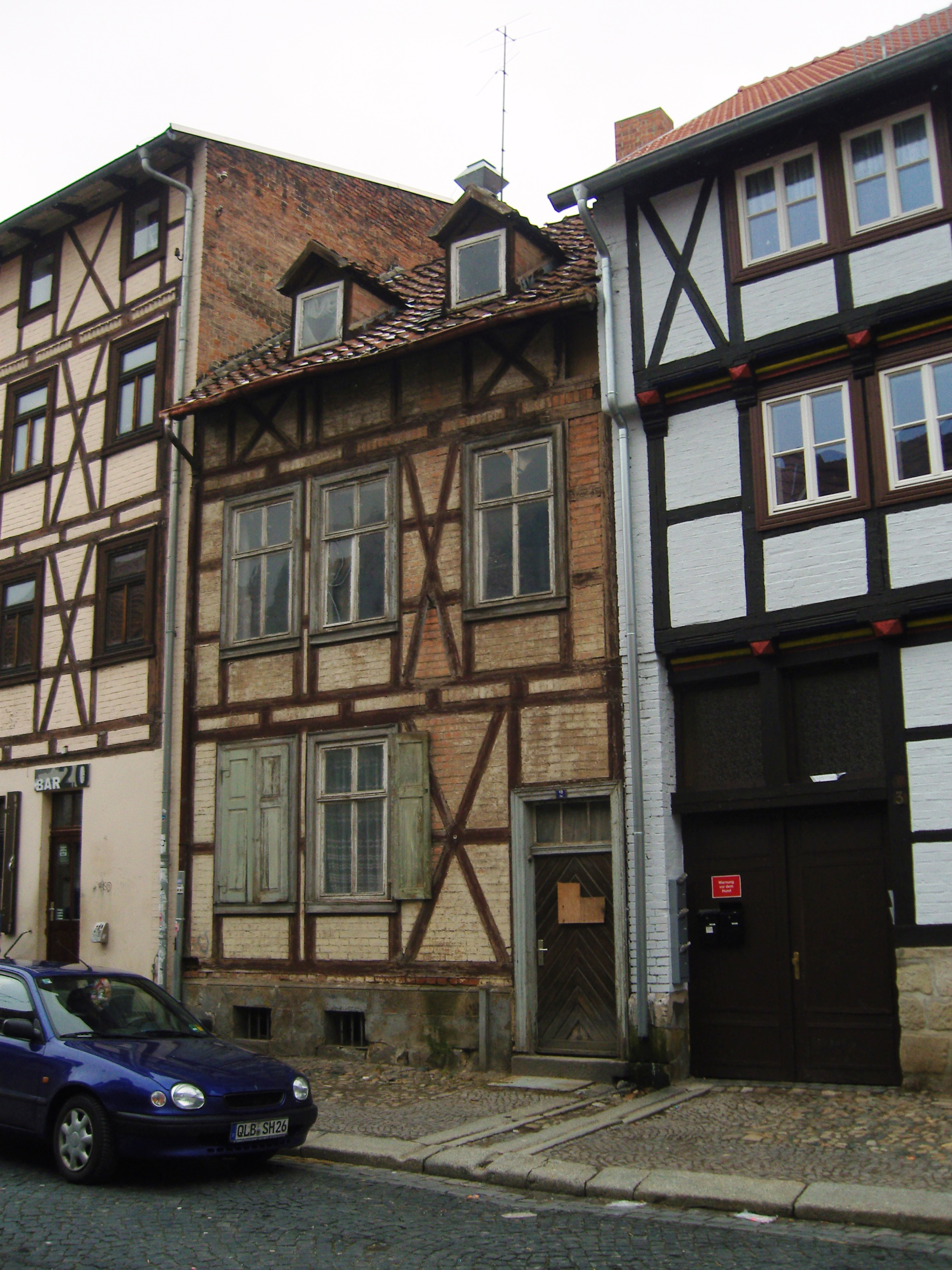
Haus Reichenstraße 2

Das Haus Reichenstraße 2 ist ein denkmalgeschütztes Gebäude in der Stadt Quedlinburg in Sachsen-Anhalt.

## Lage
Es befindet sich im nördlichen Teil der historischen Quedlinburger Neustadt. Das Gebäude ist im Quedlinburger Denkmalverzeichnis als Wohnhaus eingetragen. Nördlich grenzt das gleichfalls denkmalgeschützte Haus Reichenstraße 3 an.

## Architektur und Geschichte
Das kleine zweigeschossige Fachwerkhaus entstand in der zweiten Hälfte des 19. Jahrhunderts. Es wird von den Nachbarhäusern deutlich überragt. In seinem Erscheinungsbild ist das Haus weitgehend original erhalten. Es verfügt über einen Kniestock. An der Fassade finden sich stockwerkshohe Andreaskreuze. Die Gefache sind mit Zierausmauerungen versehen. Oberhalb der Haustür befindet sich ein Oberlicht.